# آپر نوروود
latitudeآپر نوروودlongitudeآپر نوروود
آپر نوروود (به انگلیسی: Upper Norwood) یک ناحیه در لندن است که در منطقه کرویدون لندن واقع شده‌است.

## افراد مشهور
- ریموند چندلر
- ادوارد الگار
- رابرت فیتزروی
- جرج ادوارد مور
- ماری استوپس
- امیل زولا